# Salete
Salete es un municipio brasileño del estado de Santa Catarina. Tiene una población estimada al 2022 de 7 489 habitantes, descendientes principalmente de alemanes, italianos y polacos llegados de municipios vecinos. Forma parte de la Región metropolitana del Alto Valle de Itajaí.

## Historia
Salete comenzó a ser colonizada en 1925, por inmigrantes italianos y alemanes procedentes de los municipios vecinos en busca de nuevas tierras para cultivo. Con el nombre de Gran Arroyo, perteneció a Taió hasta 1961, cuando se tornó independiente. El nombre es un homenaje a Nuestra Señora de La Salette (en portugués Nossa Senhora da Salete).

## Geografía
Se localiza a una latitud 26°58′48″ sur y a una longitud 49º59'59" oeste, estando a una altitud de 500 metros. Se encuentra en un valle montañoso, con relieve accidentado, beneficiado por abundantes ríos formadores del Itajaí del Oeste, posee una cuenca hidrográfica bien drenada.